# Cylindropuntia caribaea
Cylindropuntia caribaea es una especie de planta suculenta perteneciente al género Cylindropuntia, dentro de la familia Cactaceae. Se distribuye en el Caribe, concretamente por el noreste de Colombia, la República Dominicana, Haití, Trinidad y Tobago, el norte de Venezuela y las Antillas venezolanas.

## Descripción
Cylindropuntia caribaea es una especie de cactus que crece como un arbusto, formando matorrales con ramificaciones a menudo casi horizontales y de 1 a 2 m de altura. 
Los tallos son articulados y están formados por segmentos que se desprenden con facilidad. Cada uno de ellos mide hasta 10 cm de largo y aproximadamente 1 cm de diámetro. Su forma es cilíndrica, tienen la epidermis de color verde claro y presentan tubérculos cortos.
Sobre los tallos se asientan areolas grandes con lana, pelos blancos y gloquidios de color marrón oscuro. También presentan de 1 a 3 espinas de hasta 3 cm de largo y cubiertas por una vaina epidérmica marrón que parece de papel.

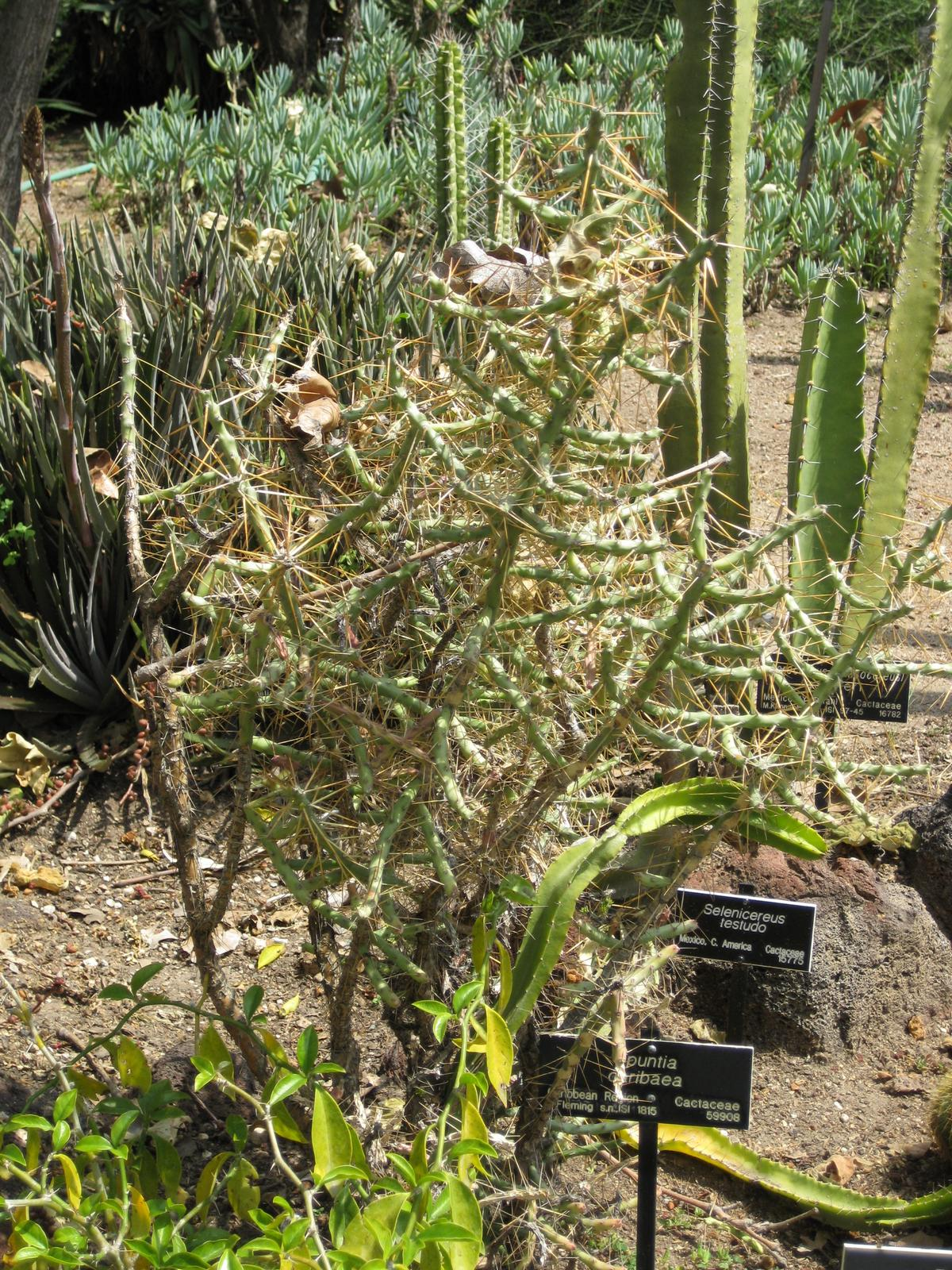
Porte de la planta

Las flores son de color amarillo claro, se abren durante el día (diurnas) y son polinizadas por abejas. Los frutos son rojos, miden hasta 2 cm de largo y casi no tienen espinas.

## Distribución y hábitat
El área de distribución nativa de esta especie es el Caribe, concretamente por el noreste de Colombia, la República Dominicana, Haití, Trinidad y Tobago, el norte de Venezuela y las Antillas venezolanas. 
Crece principalmente en el bioma tropical con una sequía estacional, desde el nivel del mar hasta los 1200 metros de altitud.

## Ecología
La planta suele reproducirse a partir de tallos caídos, los cuales suelen ser dispersados a cierta distancia al adherirse al pelo de los animales.

## Taxonomía
La primera descripción de esta especie fue como Opuntia caribaea, publicada en 1919 por los botánicos estadounidenses Nathaniel Lord Britton y Joseph Nelson Rose en el libro The Cactaceae; descriptions and illustrations of plants of the cactus family 1: 49.
Posteriormente, el botánico danés Frederik Marcus Knuth colocó la especie en el género Cylindropuntia, pasando a llamarse Cylindropuntia caribaea y anotando estos cambios en el libro Den Nye kaktusbog: 131 en el año 1930.
Etimología
- Cylindropuntia: nombre genérico formado por dos palabras: el sustantivo griego kýlindros (que significa 'cilindro') y el género Opuntia, (con el que el género tiene similitudes), haciendo referencia a la forma cilíndrica de los tallos de las plantas.
- caribaea: epíteto específico geográfico que hace referencia al Caribe, región donde habita la especie.[5]

## Estado de conservación
En la Lista Roja de Especies Amenazadas de la UICN, la especie está clasificada como de “Preocupación Menor (LC)” y no se conocen amenazas importantes para la conservación de esta especie.

## Usos
Se cultiva principalmente como planta ornamental y su propagación se realiza a través de esquejes o semillas.